# 妖刀
妖刀（ようとう）とは、妖しい刀剣のこと。「妖刀」の明確な定義はないが、一般には以下のものをさす。
- 妖気を帯びた刀のこと。魔剣を参照。
- 村正のこと。徳川家康の父（松平広忠）・祖父（松平清康）・嫡男（松平信康）が村正によって命を落としたとして、江戸時代に禁忌とされたと言われている。

## フィクションに登場する妖刀（五十音順）
アーロンの妖刀
PS3、PS4用ゲーム『ダークソウル2』に登場する騎士アーロンの武器。
淵天 （えんてん）
漫画『カグラバチ』に登場する主人公、六平千紘の使用する武器。
霞と雫（かすみとしずく）
ゲーム『天誅参』に登場する主キャラクター彩女（あやめ）が手にする一対の匕首。
鬼炎（きえん）
ゲーム『ヴァンパイア』シリーズに登場するビシャモンの武器。
鬼哭（きこく）
漫画『ONE PIECE』に登場するトラファルガー・ローの武器。
三代鬼徹（さんだいきてつ）
漫画『ONE PIECE』に登場するロロノア・ゾロの武器。
罪歌（さいか）
小説『デュラララ!!』に登場する園原杏里に宿っている。
心鬼紅骨（しんきべにほね）
漫画『PSYREN -サイレン-』に登場する雨宮桜子の武器。
祢々切丸（ねねきりまる）
漫画『ぬらりひょんの孫』に登場する『奴良リクオ』が使用している妖刀。
ベッピン
小説『ニンジャスレイヤー』に登場するダークニンジャことフジオ･カタクラが使用。
紅桜（べにざくら）
漫画『銀魂』に登場する名刀と機械が融合した対艦兵器。
村麻紗（むらましゃ）
漫画『銀魂』に登場する土方十四郎の武器。
物干し竿（ものほしざお）
漫画『YAIBA』に登場する佐々木小次郎の武器。
八十枉津日太刀（やそまがりつひのたち）
SNK対戦格闘ゲーム『月華の剣士』に登場する刹那の武器。
妖刀悪食（ようとうあくじき）
PS2用ゲーム『Shinobi』に登場する主人公・秀真の武器。
妖刀苦肉（ようとうくにく）
セガゲーム『サクラ大戦シリーズ』の帝国華撃団・月組隊長加山雄一の武器。
妖刀『似蛭』（ようとうにひる）
漫画『どろろ』に登場する魔物、手にした人間の思考を乗っ取り殺人鬼に変える妖刀。
妖刀シュラ（ようとうシュラ）
PSP用ゲーム『ファンタシースターポータブル2 インフィニティ』に登場する武器。
妖刀「誠」(ようとうまこと)
PS3用ゲーム  『Demon's Souls』に登場する武器。
妖刀ムラマサ（ようとうムラマサ）
PSP用ゲーム『ファンタシースターポータブル2 インフィニティ』に登場する武器。
妖刀ヤタガラス（ようとうヤタガラス）
PSP用ゲーム『ダンボール戦機』に登場する武器。
鉄砕牙（てっさいが）、天生牙（てんせいが）、蛮竜（ばんりゅう）、奪鬼（だっき）、爆砕牙（ばくさいが）
漫画『犬夜叉』に登場する妖刀。